# Geany
Geany — свободный текстовый редактор, написанный с использованием библиотеки GTK. Доступен для следующих операционных систем: BSD, GNU/Linux, macOS, Solaris и Windows. Geany распространяется согласно GNU General Public License.
Geany обладает базовыми функциями IDE и не включает в свой состав компилятор. Для создания исполняемого кода используется GNU Compiler Collection или, при необходимости, любой другой компилятор.

## Функции
- Подсветка исходного кода с учётом синтаксиса используемого языка программирования (язык определяется автоматически по расширению файла).
- Автозавершение слов.
- Автоматическая подстановка закрывающих тегов HTML / XML. Автоподстановка стандартных и существующих в открытых файлах функций.
- Простой менеджер проектов.
- Поддержка плагинов.
- Встроенный эмулятор терминала.
- Поддержка большого количества кодировок.
- Гибкий интерфейс.
- Возможность использования и создания сниппетов. Для этого используется специальный файл snippets.conf в каталоге[6] /home/user/.config/geany, позволяющий создавать свои сниппеты.
- Возможность использования и создания шаблонов файлов. Шаблоны должны быть расположены в каталоге[6] /home/user/.config/geany/templates/files
- Отладка кода с помощью модуля (плагина) GeanyGDB (использует отладчик GDB).
- Использование контекстной документации man, Devhelp. Можно использовать свои.
- С версии 1.24 в дистрибутив под Windows включены цветовые схемы редактора[7].

## Поддерживаемые языки программирования и разметки
- ABC
- ActionScript
- Ada
- ASM
- C / C# / C++
- CAML
- CMake
- Conf
- CSS
- D
- Diff
- Docbook
- F77
- Ferite
- Fortran
- FreeBasic
- Genie
- GLSL
- Go
- Haskell
- Haxe
- HTML
- Java
- JavaScript
- Julia
- LaTeX
- Lisp
- Lua
- Make
- Markdown
- Matlab
- NSIS
- Pascal
- Perl
- PHP
- Po
- Python
- R
- reStructuredText
- Ruby
- Rust
- Sh (Bash)
- SQL
- Tcl
- Txt2tags
- Vala
- Verilog
- VHDL
- XML
- Erlang
- YAML
- Zephir[8]